# Wicky Junggeburth

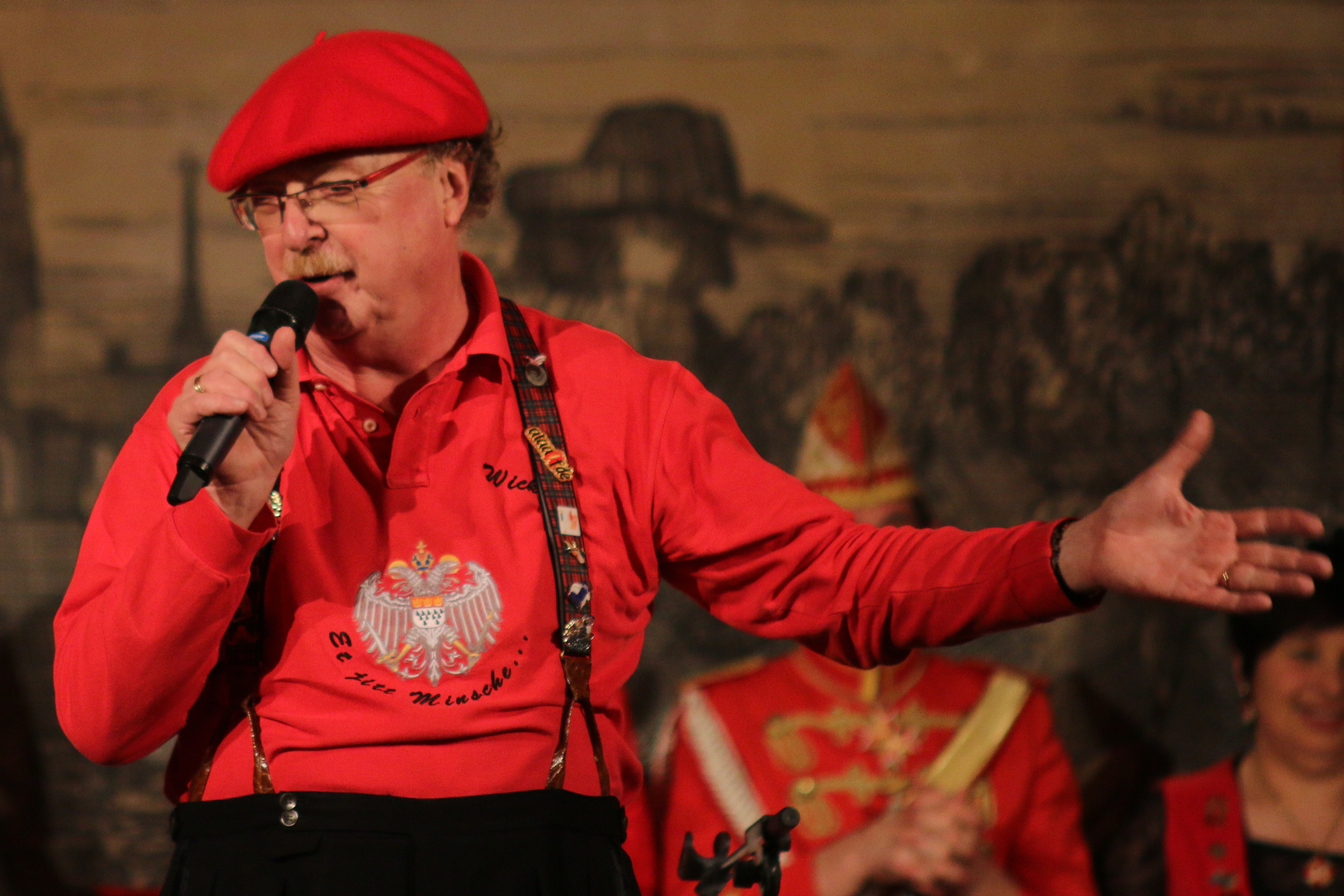
Wicky Junggeburth bei einem Auftritt im Karneval 2014

Wicky (Wilfried) Junggeburth (* 17. September 1951 in Köln) ist ein deutscher Moderator und Mundartsänger. Bis 2023 kommentierte er den Kölner Rosenmontagszug für den Westdeutschen Rundfunk.

## Leben
Junggeburth wuchs in Köln auf. Seine Eltern hatten ein Elektrogeschäft in der Elsaßstraße. Er besuchte schon als Achtjähriger den Rosenmontagszug, mit zehn Jahren hielt er seine erste Büttenrede. Im Laufe seiner Schulzeit zog er 1962 nach Bergisch Gladbach. 1968 begann er bei der Dresdner Bank eine Lehre zum Bankkaufmann. 1990 trat er in die Kölner Karnevalsgesellschaft Nippeser Bürgerwehr von 1903 ein. 1993 war Junggeburth mit Karl Petry und Artur Tybussek als Prinz im Kölner Dreigestirn. Hier sang er das Karnevalslied Eimol Prinz zo sin, welches er selbst getextet und Dieter Steudter von Die 3 Colonias für ihn komponiert hatte. Im selben Jahr wurde er Senatspräsident der Bürgerwehr.
Seine einwöchige Vertretung 1994 bei den 3 Colonias war ausschlaggebend für den Beginn seiner Bühnenkarriere im Jahr 1995. Im Jahr 1996 co-moderierte er erstmals die Sendung Jecke Tön zur Narrenzeit auf WDR 4.
Von 2002 bis 2023 moderierte er mit Unterstützung von Bruno Eichel († 21. Dezember 2016), Wolfgang Nagel, Marita Köllner und Guido Cantz für das WDR Fernsehen den Kölner Rosenmontagszug. Außerdem ist er häufiger Gast und Experte in Fernsehsendungen zum Kölner Karneval und zur Geschichte der Stadt Köln und des Karnevals.
Junggeburth lebt mit seiner Ehefrau Catherine in Honrath.